# MEI1
MEI1‏ (Meiotic double-stranded break formation protein 1) هوَ بروتين يُشَفر بواسطة جين MEI1 في الإنسان.